# Zdeněk Štěpánek
Zdeněk Štěpánek, född 22 september 1896 i Bystřice, Böhmen, Österrike-Ungern, död 20 juni 1968 i Prag, Tjeckoslovakien, var en tjeckisk skådespelare. Från 1920 var han verksam på olika teaterscener i Prag innan han 1934 fick anställning på Nationalteatern där han arbetade kvar till sin död 1968. Han medverkade under åren 1922-1968 i 65 filmer, varav många var historiska dramer.

## Filmografi, urval
- 1937 – Den vita pesten
- 1938 – Ett syndigt gästabud
- 1952 – Kejsarens bagare
- 1953 – Blodets hemlighet
- 1955 – Jan Hus